# Дмитриевское сельское поселение (Краснодарский край)
Дмитриевское сельское поселение — муниципальное образование в составе Кавказского района Краснодарского края России.
В рамках административно-территориального устройства Краснодарского края ему соответствует Дмитриевский сельский округ.
Административный центр и единственный населённый пункт — станица Дмитриевская.

## Население
| 2010  | 2012  | 2013  | 2014  | 2015  | 2016  | 2017  |
| ----- | ----- | ----- | ----- | ----- | ----- | ----- |
| 3522  | ↘3516 | ↘3480 | ↗3501 | ↗3567 | ↗3571 | ↘3542 |
| 2018  | 2019  | 2020  | 2021  | 2023  |       |       |
| ↗3567 | ↘3526 | ↘3500 | ↘3397 | ↘3365 |       |       |